# Nílgiri
Nílgiri (tamilsky நீலகிரி, doslova Modré hory) je pohoří v Indii, část Západního Ghátu na západním okraji Dekánské plošiny. V rámci správního členění Indie zasahuje do tří svazových států: Tamilnádu, Karnátaky a Kéraly.
Nejvyšším vrcholem pohoří je Doddabetta s výškou 2637 metrů nad mořem a patřící do Tamilnádu. Největším městem je Óttakamandu s přibližně 90 tisíci obyvatel patřící také do Tamilnádu.